# Calasiao
Calasiao è una municipalità di seconda classe delle Filippine, situata nella Provincia di Pangasinan, nella regione di Ilocos.
Calasiao è formata da 24 baranggay:
- Ambonao
- Ambuetel
- Banaoang
- Bued
- Buenlag
- Cabilocaan
- Dinalaoan
- Doyong
- Gabon
- Lasip
- Longos
- Lumbang

- Macabito
- Malabago
- Mancup
- Nagsaing
- Nalsian
- Poblacion East
- Poblacion West
- Quesban
- San Miguel
- San Vicente
- Songkoy
- Talibaew